# Grup de dos elements
Un grup de dos elements és un grup finit que té dos elements. Per això, diem que és d'ordre 2.
Ara veurem l'estructura d'un grup finit de dos elements.
Sigui H=({a, b}; *) un grup.
- Ha de tenir element neutre (e), que ha de ser o a o b. Considerem-lo a. Per tant, a*a=a i a*b=b*a=b, atès que l'operació entre qualsevol nombre i l'element neutre dona el mateix nombre.
- L'element b ha de tenir element invers, que haurà de ser ell mateix, és a dir b*b=a. (Observem que b*b no pot ser b perquè això només ho compleix l'element neutre, que és únic, i en aquest cas ho és a).

| * | a | b |
| a | a | b |
| b | b | a |
| - | - | - |

- Ens cal comprovar que l'operació és associativa: Hem de veure:

1. a*(b*b)=(a*b)*b
2. b*(a*b)=(b*a)*b
3. a*(a*b)=(a*a)*b
4. b*(b*a)=(b*b)*a
5. b*(a*a)=(b*a)*a
6. a*(b*a)=(a*b)*a

- Anem a comprovar-ho:

1. a*(b*b)=a*a=a i (a*b)*b=b*b=a
2. b*(a*b)=b*b=a i (b*a)*b=b*b=a
3. a*(a*b)=a*b=b i (a*a)*b=a*b=b
4. b*(b*a)=b*b=a i (b*b)*a=a*a=a
5. b*(a*a)=b*a=b i (b*a)*a=b*a=b
6. a*(b*a)=a*b=b i (a*b)*a=b*a=b

- Propietat: un grup finit de dos elements és un grup abelià.

## Exemples
- Sigui A=({1, -1}; ·):

| ·  | 1  | -1 |
| 1  | 1  | -1 |
| -1 | -1 | 1  |
| -- | -- | -- |

1. L'element neutre (e) és 1. Per tant, 1·1=1; i 1·(-1)=(-1)·1=-1.
2. L'element invers d'1 és 1.
3. I l'element invers de -1 és -1, ja que (-1)·(-1)=1.
4. Compleix la propietat associativa:
  1. 1·[(-1)·(-1)]=[1·(-1)]·(-1)=1
  2. (-1)·[1·(-1)]=[(-1)·1]·(-1)=1
  3. 1·[1·(-1)]=(1·1)·(-1)=-1
  4. (-1)·[(-1)·1]=[(-1)·(-1)]·1=1
  5. (-1)·(1·1)=[(-1)·1]·1=-1
  6. 1·[(-1)·1]=[1·(-1)]·1=-1

- Sigui G=[{\displaystyle I_{2}} = Matriu identitat d'ordre 2, A= {\displaystyle {\begin{pmatrix}0&1\\1&0\end{pmatrix}}}; ·=producte de matrius]. (G; ·) és un grup.

- Sigui H=[{\displaystyle I_{2}} = Matriu identitat d'ordre 2, A= {\displaystyle {\begin{pmatrix}-1&0\\0&-1\end{pmatrix}}}; ·=producte de matrius]. (H; ·) és un grup.

- Sigui K=[{f(x)=x(funció identitat),g(x)=1/x}; {\displaystyle \circ } = composició de funcions ]. (K; {\displaystyle \circ })